# Lycia fasciata
Lycia fasciata là một loài bướm đêm trong họ Geometridae.